# ФК Хаугесун
Фотбалклубен Хаугесун (на норвежки: Fotballklubben Haugesund) е норвежки футболен клуб, базиран в едноименния град Хаугесун. След като участва в Типелиген през 1997, 1998 и 2000 г. през 2010 г. се завръща отново сред елита на норвежкия футбол. Играе мачовете си на стадион Хаугесун.

## Успехи
- Елитсериен/Типелиген: (Висша лига)
  -  Трето място (1): 2013
- Купа на Норвегия:
  -  Финалист (4): 1961*, 1979*, 2007, 2019
- ОБОС-Лига/1 дивизия:
  -  Финалист (1): 2009